# Авангард красной молодёжи
Аванга́рд кра́сной молодёжи (сокращённо АКМ) — коммунистическая большевистская организация в странах бывшего СССР и зарубежья, функционировавшая с 2000 по 2014-2015 годы.
Авангард красной молодёжи был создан в 1999 году. С 1999 по 2004 годы являлся молодёжным крылом «Трудовой России» Виктора Анпилова, затем непродолжительное время был молодёжной организацией КПСС Олега Шенина. Организация была преимущественно молодёжной (до 2006 года существовал возрастной предел для приёма в организацию, который составлял 35 лет).

## Идеология АКМ
В программном заявлении Авангарда красной молодёжи указывается:
 АКМ — коммунистическая организация. […] Идеологией АКМ является марксизм-ленинизм, который является не догмой, а идейной основой и творческим методом решения жизненно важных проблем современности. […] АКМ стоит на позициях пролетарского интернационализма и советского патриотизма.
При этом программное заявление называет Маркса, Энгельса, Ленина, Сталина и других деятелей международного коммунистического движения своими «великими учителями», что позволяет причислить эту организацию к коммунистическим. Указанные в программе цели и методы борьбы АКМ позволяют отнести его к большевистским организациям.

## Руководство АКМ
С 2000 по 2009 годы годы Председателем АКМ являлся Сергей Удальцов, который ни разу не переизбирался за указанное время. С 2009 года руководство АКМ осуществляло Политбюро ЦК АКМ, после 2014 года - Исполком АКМ.

## Деятельность АКМ
Основной деятельностью АКМ являлась организация и работа в социальных, протестных движениях. Авангард красной молодёжи принимал активное участие в работе структур Союза координационных советов (СКС). Отличительной особенностью АКМ от других коммунистических объединений является акционизм.
Организация сотрудничала с другими левыми организациями и имела региональные представительства в ряде субъектов Российской Федерации. По словам Сергея Удальцова, в 2007 году в АКМ состояло около восьми тысяч активистов, однако в 2008 году АКМ стал главной объединительной силой Левого фронта, куда ушла большая часть членов организации. Членство в АКМ сохранила только небольшая часть первоначально состоявших там людей.
В разных регионах АКМ регулярно участвовал в протестах против точечной застройки, повышения цен, реформы ЖКХ, а также выступает в защиту трудовых прав, и других социальных групп. При этом использовались различные методы, от сбора подписей, проведения пикетов, митингов, до умеренно-радикальных, в частности — перекрытия дорог.

## АКМ после создания Левого Фронта
После ухода части членов в Левый Фронт, а затем, другой части — в РКСМ, численность организации заметно сократилась. В Москве, как и многих других крупных городах, отделения не сохранились. С 2009 по 2014 годы центральным отделением можно было считать Новосибирское, однако сейчас оно перестало функционировать.
В организационной прессе появилась критика Сергея Удальцова и Левого Фронта, а критика КПРФ не прекратилась. Газеты «Контрольный выстрел» и «Красный реванш» выпускались с регулярной периодичностью до 2014 года, однако затем стали выпускаться реже, и уже больше нескольких лет не выпускаются. Был создан и вскоре заброшен новый центральный сайт, где каждый зарегистрированный пользователь может иметь свой блог.
На данный момент группа организации ВКонтакте редко обновляется. По всей видимости, организация прекратила своё активное существование, однако никаких заявлений со стороны АКМ не было.

## Отделения АКМ за рубежом
В разные периоды работы организации существовали отделения и ячейки АКМ на территории Латвии, Молдавии, Финляндии, Польши и в Израиле, однако к 2014 году все заграничные отделения АКМ прекратили своё существование. После 2009 года отделение в Баку выросло в организацию Solfront и первоначально не покинуло АКМ, однако затем связь по внутриорганизационным вопросам была потеряна.

## Культурные связи
С 1999 по 2004 годы с организацией сотрудничал лидер группы «Гражданская оборона» Егор Летов. До 2012 года состояли в организации или поддерживали её музыканты групп «Эшелон», «Анклав». С самых первых дней своего существования организация активно сотрудничает с Независимой национальной творческой корпорацией в деле организации музыкальных фестивалей лево-патриотической направленности. С 2008 по 2011 годы с АКМ сотрудничал лидер челябинской андеграундной группы «Безъядерная зона» Григорий Синеглазов. Также в Санкт-Петербурге АКМ активно сотрудничал с БИНом («Бунтари и несогласные») — творческим объединением и СООПом («Студенческим обществом по охране памятников»).

## Съезды

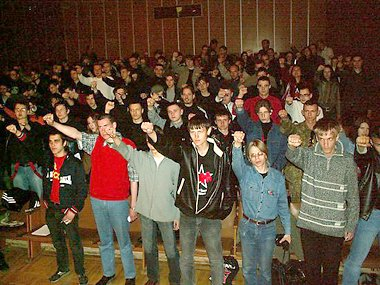
Делегаты на VII съезде АКМ

- I съезд. 4 мая 1999 года, г. Москва. Принят Устав Авангарда красной молодёжи.
- II съезд. 30 апреля 2000 года. Определены направления работы АКМ на текущий год.
- III съезд. 30 апреля 2001 г. г. Москва, ДК им. В. И. Ленина Депо Москва-Сортировочная.
- IV съезд. 2 мая 2002 года, г. Москва. Внесены изменения в Устав Авангарда красной молодёжи.
- V съезд. 17 апреля 2004 года, г. Москва. Рассмотрен вопрос о текущем положении дел в АКМ и об объявлении Авангарда красной молодёжи независимой молодёжной коммунистической организацией. После этого съезда лояльными Трудовой России членами АКМ был создан Авангард красной молодёжи Трудовой России (АКМ-ТР).
- VI съезд. 29 января 2005 года, г. Москва. Принято «Программное заявление Авангарда красной молодёжи» в текущей редакции.
- VII съезд. 30 апреля 2006 года, г. Москва. Внесены изменения в Устав Авангарда красной молодёжи.
- VIII съезд. 29 сентября 2007 года, г. Москва. Принято постановление съезда «Об основных направлениях работы АКМ в 2007—2008 годах».
- IX съезд. 3 мая 2009 года, г. Москва. Был утверждён план работы АКМ в составе движения «Левый фронт». Принято решение не распускать организацию. Вместо председателя Удальцова был создан исполком в составе 6 человек: Сергей Удальцов, Алексей Шмагирев, Глеб Таргонский, Илья Журавлёв, Владислав Рязанцев, Михаил Савелков.
- Межрегиональная конференция 4 августа 2014 года. Проходила в городе Пушкин. В конференции кроме Ленинградской организации приняли участие делегаты из разных регионов в том числе из Новосибирска, Москвы и Подмосковья, Ленинградской области, Белоруссии. Делегаты Поволжья, Урала, Прибалтики, Казахстана выступали дистанционно. На конференции был уточнён состав руководящего органа организации — Исполкома АКМ, в который вошли представители от Новосибирска, Ленинграда и Ленинградской области, Москвы и Белоруссии. Принято предложение по уточнению названия организации, чтобы в ней могли участвовать наиболее широкие слои населения, но с сохранением аббревиатуры АКМ, о возобновлении общего сайта АКМ и общей газеты под названием «Красный реванш», но не исключая возможности издания существующей газеты АКМ «Контрольный выстрел».

## Региональные сайты
- Сайт Ставропольского отделения
- Сайт Новосибирского отделения